# 葡雄菌属
葡雄菌属（学名：Botryandromyces）是虫囊菌科的一属。

## 下属物种
本属包括以下物种：
- Botryandromyces heteroceri (Thaxter) I.I.Tav. & T.Majewski
- Botryandromyces ornatus I.I.Tav.